# Bułgarskie centrum
Bułgarskie centrum – ósmy album studyjny polskiego zespołu Pidżama Porno, wydany w 2004 roku przez S.P. Records.
Na płycie znalazło się 8 premierowych utworów oraz covery: „Wódka” Kultu, „Rockin’ In The Free World” Neila Younga, a także dwa stare utwory Grabaża: „Każdy nowy dzień” (1992) i „Józef K.” (1984). Wideoklipy zrealizowano do „Wirtualnych chłopców” i „Nikt tak pięknie nie mówił, że się boi miłości”. Nagrania dotarły do 3. miejsca zestawienia OLiS.

## Lista utworów
1. „Każdy nowy dzień rodzi nowe paranoje”
2. „Koszmarów 4 pary”
3. „Bułgarskie Centrum Hujozy”
4. „Wódka”
5. „Egzystencjalny paw”
6. „Wirtualni chłopcy”
7. „Józef K.”
8. „Rockin’ in the Free World”
9. „Kotów kat ma oczy zielone”
10. „Nikt tak pięknie nie mówił, że się boi miłości”
11. „Nie wszystko co pozytywne jest legalne”
12. „Droga na Brześć”

## Wykonawcy
- Krzysztof „Grabaż” Grabowski – śpiew
- Andrzej „Kozak” Kozakiewicz – gitara elektryczna, chórki
- Sławomir „Dziadek” Mizerkiewicz – gitara elektryczna
- Julian „Julo” Piotrowiak – gitara basowa
- Rafał „Kuzyn” Piotrowiak – perkusja

oraz gościnnie:
- Arkadiusz Rejda – akordeon
- Tomasz Rożek – instrumenty klawiszowe
- Sebastian Czajkowski – chórki